# Беркут (АГАТ)
«Беркут» — белорусский беспилотный летательный аппарат, разработанный ОАО «АГАТ – системы управления».

## Разработка
Создание «Беркута» проводилось на существенно модернизированных аппаратах «Иркут-3» и «Иркут-10» российского ООО «Иркут инжиниринг», оснащённых в ходе совместной инициативной опытноконструкторской работы усилиями ОАО «АГАТ» новыми наземными и бортовыми системами управления. Заказчиком выступало Министерство обороны Республики Беларусь. Проект предназначался для импортозамещения и обеспечения силовых ведомств тактическими беспилотными комплексами малой дальности и ближнего действия собственной разработки.

## Характеристики
В зависимости от модификации характеристики аппарата могут варьироваться. Классический вариант имеет длину 1,5 м и размах крыльев 2 м, а высоту — 0,4 м. Максимальная взлётная масса «Беркута» составляет 15 кг. Он способен набирать крейсерскую скорость полёта до 100 км/ч. Максимальная скорость составляет 165 км/ч, при дальности полёта в 35 км и высоте в 3000 м. Установленная на дроне аппаратура радиоэлектронной разведки обеспечивает разрешающую способность 0,5 м, точность определения координат выделенных объектов не менее 50 м.

## Функционал
«Беркут» может привлекаться к выполнению разведки местности, осуществлению патрульно-наблюдательных полётов, проведению специальных мониторинговых операций (оценка ущерба, контроль пожароопасной обстановки и др.), выполнения поисковых операций и др.

## Вариации

### Беркут-1
Базовый вариант дрона. Весит 3,7 кг. Выполнен по обычной аэродинамической схеме и оснащён электродвигателем. Конструкция выполнена из композитов, а для транспортировки предусмотрена сборка и разборка без применения специальных технических средств. Может находиться в воздухе до 1,5 часов и передавать информацию от датчиков на наземную станцию управления на удалении до 15 км. Время подготовки к старту — не более 15 минут. Пуск осуществляется с руки, посадка выполняется при помощи парашюта на необорудованные грунтовые площадки. Высоты применения — до 1000 м, крейсерская скорость полета составляет 50–80 км/ч. В состав комплекса может входить до двух дронов.

### Беркут-2
Улучшенная модификация, обладающая увеличенным радиусом своего действия. Планер весит около 9 кг. Выполнен по схеме «летающее крыло». Оборудован одним электродвигателем с толкающим винтом. Аппарат запускается с катапульты, посадка осуществляется на парашюте. Полёт происходит в автоматическом режиме на дальностях до 45 км при крейсерской скорости около 80-100 км/ч, потолок составляет 3000 м. Способен вести мониторинг местности в течение 2 часов. Линия связи состоит из двух цифровых защищённых каналов — канала управления и канала передачи данных. Наземная станция управления — переносная, обслуживается одним человеком.

### Беркут-3
Модификация полностью из белорусских комплектующих. Планер имеет размах крыльев в 3 метра и максимальную взлётную массу в 11 кг. При взлёте может нести груз массой до 2 кг. Подготовка к взлёту длится 10 минут, после чего его запускают при помощи катапульты. Приземление осуществляется с помощью парашюта. Аппарат способен развивать скорость до 120 км/ч. Оснащается цифровой или инфракрасной камерой, каналом передачи данных, или даже контейнером для груза.